# Komorika
Komorika (zelenika, zelenica, lipovina; lat. Phillyrea) je maleni biljni rod vazdazelenih grmova i drveća iz porodice maslinovki
Rod se sastoji od dvije vrste raširenih po gotovo svim Mediteranskim zemljama. U Hrvatskoj su pristutne obje vrste, hrvatski nazivane širokolisna i uskolisnsa komorika. Tzv. srednja komorka, ili Phillyrea media L., sinonim je za Phillyrea latifolia.

## Vrste
1. Phillyrea angustifolia L.
2. Phillyrea latifolia L.